# Родолфо Мичели
Родолфо Хоакин Мичели (шп. Rodolfo Joaquin Micheli; Мунро, 24. април 1930 — 28. децембар 2022) био је аргентински фудбалер. Одиграо је тринаест утакмица за аргентинску препрезентацију у периоду од 1953 па до 1956. године и за то време је постигао десет голова.

## Играчка каријера
Мичели је своју професионалну каријеру почео фудбалском клубу Аргентино де Килмес 1950. године. Вратио се у Индепендијенте, где је играо у јуниорима, 1952. године. За Индепендијенте је одиграо 147 утакмица и дао 52 гола. После се придружио Ривер Плејт али је одиграо само две утакмице пре него што се преселио у клуб Атлетико Уракан 1959. године.
После Уракана Мичели је прешао у колумбијску екипу Милионариос 1960. године где је провео једну сезону да би се после вратио у Аргентину у клуб Атлетико Платенсе.

## Репрезентативна каријера
За репрезентацију Аргентине, Мичели је, између 1953 и 1956, одиграо 13 утакмица и постигао 10 голова. Играо је на Копа Америка 1995. године и постигао је осам голова и постао голгетер првенства. Тада је са Аргентином и освојио првенство Јужне Америке.

## Титула
| Сезона | Тим       | Титула       |
| ------ | --------- | ------------ |
| 1955   | Аргентина | Копа Америка |